# Martín Ariel Vitali
Martín Vitali (Moreno, Argentina, 11 de novembre de 1975) és un futbolista argentí, que ocupa la posició de defensa.
Va començar a destacar a les files de Ferro Carril Oeste. Quan l'any 2000 aquest club perd la categoria recala a l'Independiente, i a la següent, al Racing Club, amb qui guanya el Torneig Apertura 2001.
Entre 2003 i 2005 hi milita al CD Leganés i Getafe CF, equips de la regió madrilenya. Hi retorna al seu país, de nou al Racing Club, on es veu afectat per una lesió. El 2007 hi fitxa pel Nueva Chicago, i el 2008 retorna a Europa, a l'APOP Kinyras Peyias xipriota, amb qui guanya la Copa d'aquest país el 2009.